# Megalestes omeiensis
Megalestes omeiensis là loài chuồn chuồn trong họ Synlestidae. Loài này được Chao mô tả khoa học đầu tiên năm 1965.